# Cło optymalne
Cło optymalne – wielkość cła, która umożliwia maksymalizowanie korzyści państwa z tytułu prowadzonej polityki celnej. Cło optymalne wprowadzają duże państwa, które mają znaczny udział w światowym popycie na dane dobro, przy zgodzie partnerów zagranicznych na taką politykę.
Mechanizm cła optymalnego pozwala zmniejszyć importu do poziomu przy którym społeczny koszt krańcowy zrównuje się ze społeczną korzyścią krańcową prowadzonej polityki celnej.